# Rolón
Rolón es una localidad en la provincia de La Pampa, Argentina, dentro del departamento Atreucó. Su zona rural se extiende también sobre el departamento Guatraché.

## Ubicación
Se encuentra al este del departamento Atreucó a metros del límite con la provincia de Buenos Aires. Se accede desde la RP 18 y la RP 60.

## Población
Contó con 678 habitantes (Indec, 2010), lo que representó un leve incremento del 1% frente a los 672 habitantes (Indec, 2001) del censo anterior.
Según el Censo Nacional de 2022 se estima que viven 756 habitantes y 394 viviendas.
| Gráfica de evolución demográfica de Rolón entre 1991 y 2022 |
|                                                             |
| Fuente: Censos nacionales del INDEC                         |